# Chorotí
Chorotí (Chorote, Yofuaha), indijansko pleme naseljeno u Argentini, Boliviji i Paragvaju, poglavito uz rijeku Pilcomayo. Sami sebe nazivaju Yofuaha. Pod imenom Chorote poznati su u Argentini, dok ih u Paragvaju nazivaju Choroti. Jezično pripadaju porodici Mataco-Macan. Choroti se služe jezicima iyo'wujwa (choroti, manjuy ili manjui), oko 1,500 u Argentini i 500 u Paragvaju, i iyojwa'ja (choroti, yofuaha ili eklenjuy) oko 800 u Argentini u provinciji Salta.
Temelj Choroti-ekonomije je ribolov, sakupljanje i lov, a ostale potrebe nadopunjuju hortikulturom. 